# Excelsior (Minnesota)
Excelsior es una ciudad ubicada en el condado de Hennepin en el estado estadounidense de Minnesota. En el Censo de 2010 tenía una población de 2188 habitantes y una densidad poblacional de 1.226,11 personas por km².

## Geografía
Excelsior se encuentra ubicada en las coordenadas 44°54′0″N 93°34′2″O / 44.90000, -93.56722. Según la Oficina del Censo de los Estados Unidos, Excelsior tiene una superficie total de 1.78 km², de la cual 1.62 km² corresponden a tierra firme y (9%) 0.16 km² es agua.

## Demografía
Según el censo de 2010, había 2188 personas residiendo en Excelsior. La densidad de población era de 1.226,11 hab./km². De los 2188 habitantes, Excelsior estaba compuesto por el 90.36% blancos, el 2.74% eran afroamericanos, el 0.59% eran amerindios, el 1.51% eran asiáticos, el 0.09% eran isleños del Pacífico, el 2.24% eran de otras razas y el 2.47% pertenecían a dos o más razas. Del total de la población el 5.9% eran hispanos o latinos de cualquier raza.